# 基地與地球

《基地與地球》台灣中文版封面（奇幻基地）

《基地與地球》（英語：Foundation and Earth），是美國作家以撒·艾西莫夫出版於1986年的科幻小說，「基地系列」第五部作品，歸於「基地後傳」，也是年代最晚的基地故事。
這部小說是「基地系列」第一本和「機器人系列」扯上關係的作品，放射性地球這個題材始於千年前的，機·丹尼爾·奧利瓦（R. Daneel Olivaw）這個角色與「基地系列」的關係則在前傳繼續補完。艾西莫夫在書裡也描寫到《裸陽》和《曙光中的機器人》各自出現過的索拉利和奧羅拉外世界人行星。此外還提到《機器人與帝國》中的地球事件，使得這部小說也能算是「機器人系列」的一員。

## 故事情節
基地紀元498年。
葛蘭·崔維茲對自己在《基地邊緣》所做的決定惴惴不安，為了消弭疑慮，詹諾夫·裴洛拉特和寶綺思決定陪他展開尋訪地球之旅。
一行人在歷史悠久的康普隆[貝萊世界]找到外世界行星的線索，推估地球應該就在外世界行星附近，降落遍地野狗的奧羅拉，拜訪了能夠自體轉化能源的索拉利人，在一顆只剩真菌的無人行星上頭，找到其它外世界行星的座標，最後一路摸索，找到充滿放射性的地球。而在月球上，有個「人」正等待著，準備告訴他們這趟旅程所為何來。

## 未完的續集
故事發展到《基地與地球》，僅只花了千年「謝頓計劃」的五百年，小說結尾還有著故事未完的暗示，艾西莫夫妻子所編的自傳《It's Been a Good Life》裡詳述，他有再寫續集的打算，可惜無以為繼，他對接下來的劇情發展沒有頭緒，所以才先寫前傳（《基地前奏》和）。
崔維茲在小說裡說過，沒有人類穿越過麥哲倫星雲（Magellanic Clouds），也沒有人到過仙女座星系或其它更遠的地方。但是艾西莫夫早在短篇小說〈Blind Alley〉就寫到過有智慧的外星人，人類亦有可能拜訪其它在「超空間躍遷」範圍內的銀河。
小說裡幾次提到，「謝頓計劃」沒把外星人影響計算在內，跟結局一起看來，續集有一個可能走向，就是（其它銀河的）外星人出現。也有可能是小索拉利人菲龍跟丹尼爾結合後，擁有無窮無盡的知識與力量，卻不受所規範，反造成危害。（書末最後兩段似乎有此意圖）。不過，小說裡引用了虛構的銀河百科全書條目，其出版日期在第二銀河帝國形成之後，並未否定第二帝國仍舊成立的可能性。

## 外部連結
- 艾西莫夫官方網頁 （页面存档备份，存于）